# Трубецкой, Семён Иванович
Князь Семён Ива́нович Трубецко́й по прозванию Перси́дский (ум. 20 января 1566) — московский боярин, наместник и воевода. Единственный сын удельного князя трубчевского Ивана Юрьевича (ум. 1520). 

## Биография
В 1508 году вместе с удельным князем Андреем Ивановичем Трубецким, и северским князем Василием Ивановичем Шемячичем встречали приехавшего на московскую службу знатного литовского князя-магната Михаила Львовича Глинского-Дородного.
В 1535 году пожалован в бояре. В этом же году первый воевода правой руки, а по роспуску "больших" воевод, второй воевода в Коломне.
В 1537 году служил наместником в Костроме, «в городе». В 1547 году — первый воевода правой руки в Калуге. В апреле 1549 года «по татарским вестем» привел полк правой руки «на берег», под Каширу. В этом же году первый воевода правой руки в Коломне. В 1550 году первый воевода в Калуге. В 1551-1553 первый воевода в Трубчевске.
В 1558 году отправлен «на первой срок» первым воеводой в Трубчевск.
20 января 1566 года удельный князь и московский боярин Семён Иванович Трубецкой скончался, приняв перед смертью постриг под именем Серапиона (по другим сведениям умер в 1559 году).
Оставил двоих сыновей: Романа и Василия. Внуки: бояре Никита и Тимофей Романовичи.